# Jean V Le Clerc

Eine Asienkarte von Jodocus Hondius (1602), die von Jean IV und Jean V Le Clerc überarbeitet wurde

Jean V Le Clerc, auch Leclerc, (* 2. Hälfte 16. Jahrhundert wahrscheinlich in Paris; † etwa 1637 wahrscheinlich in Paris) war ein französischer Kupferstecher, Drucker und Verleger, der in Paris gewirkt hat.
Er kam aus einer Pariser Drucker- und Verlegerfamilie. Sein Vater war Jean Le Clerc (1560–1621), der zur Unterscheidung Jean IV genannt wurde und bei dem Jean V sicherlich seine Ausbildung erfahren hat.
Jean V Le Clerc war in erster Ehe mit Denise Sargot verheiratet und in zweiter mit Catherine Le Bé, Tochter von Guillaume II Le Bé, die er im Juni 1624 zur Frau nahm. Seine Adresse in Paris ist in der Rue Saint-Jacques nachgewiesen, die auch die letzte seines Vaters gewesen ist.
Jean V Le Clerc hat an dem umfangreichen Werk seines Vaters Jean IV Le Clerc  mitgewirkt und es nach dessen Tod weiter gepflegt. So hat er dann unter anderem den Atlas Le Théâtre géographique du Royaume de France in weiteren Auflagen überarbeitet und herausgebracht.